# Juventus Football Club 2023-2024
Questa voce raccoglie le informazioni riguardanti la Juventus Football Club nelle competizioni ufficiali della stagione 2023-2024.

## Stagione
La stagione segna il centenario del legame fra la Juventus e la famiglia Agnelli – un unicum nello sport italiano oltreché nel calcio mondiale –, un sodalizio cominciato per l'appunto il 24 luglio 1923 e da allora pressoché ininterrotto.
L'estate 2023 vede il consolidamento del riassetto dirigenziale iniziato nei mesi precedenti: accanto alla conferma del presidente Ferrero, dell'amministratore delegato Scanavino e del direttore generale Calvo, c'è l'arrivo a Torino di Cristiano Giuntoli come uomo di riferimento dell'area sportiva del club. Sempre nel precampionato, il club deve affrontare l'ultimo strascico delle vicende extrasportive che avevano profondamente segnato la stagione precedente e che, a fronte della risoluzione del settlement agreement con la UEFA, costa ai bianconeri una esclusione annuale dalle competizioni confederali, rendendo così vana la qualificazione in UEFA Europa Conference League che era stata acquisita nel campionato precedente: la società torinese, «escludendo espressamente [...] che questo possa costituire ammissione di qualsiasi responsabilità a proprio carico», decide comunque per la rinuncia all'appello onde chiudere definitivamente il contenzioso.

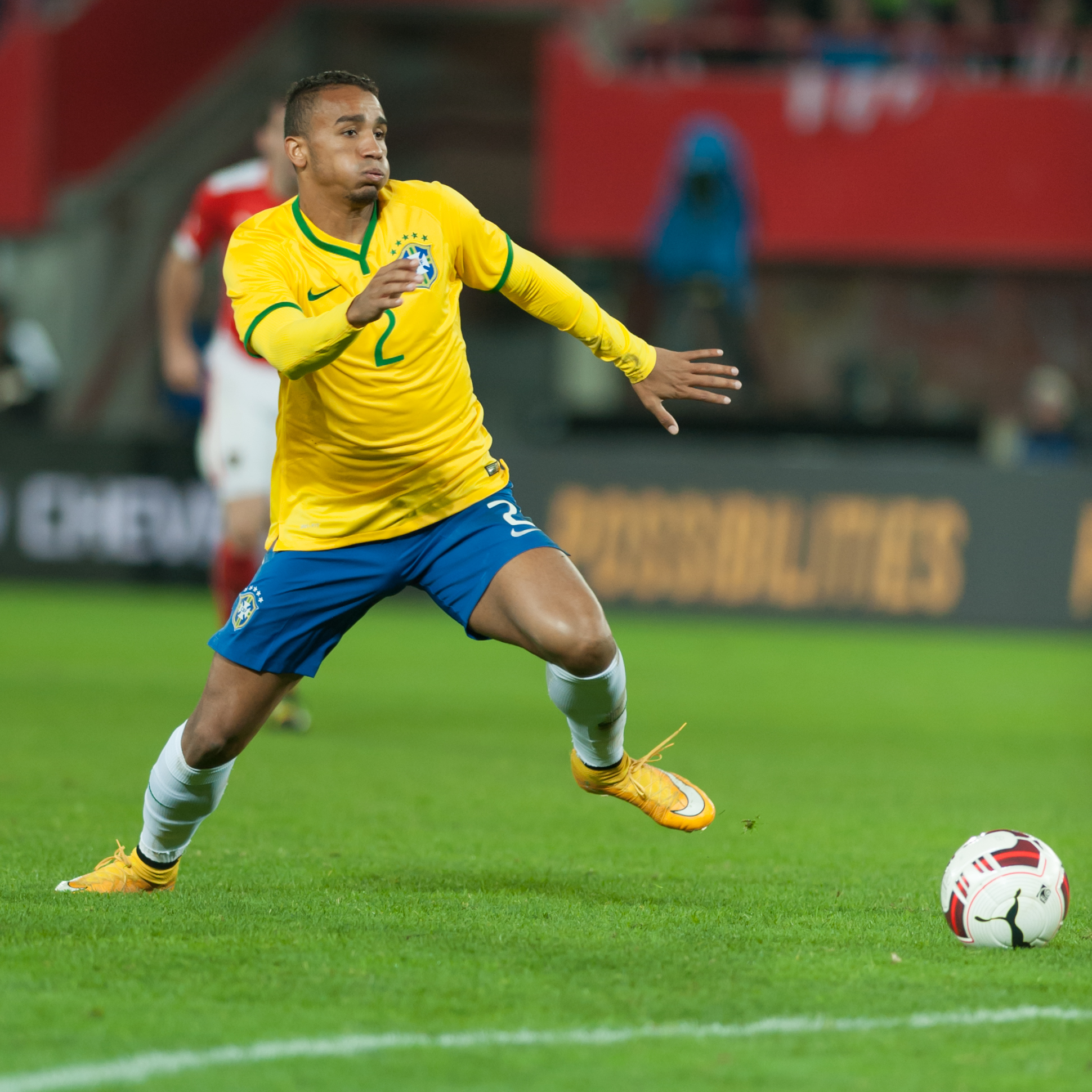
Danilo, alla sua quinta stagione a Torino nonché la prima da capitano: il brasiliano diventa il primo calciatore non italiano ad essere insignito del ruolo nella storia del club.

Sul piano sportivo, la stagione vede dunque la Juventus impegnata (per la prima volta da dodici anni a questa parte) unicamente nelle competizioni nazionali. Allenata per l'ottava stagione da Massimiliano Allegri, nel calciomercato estivo la rosa rimane pressoché inalterata in entrata, col solo acquisto del nazionale statunitense Weah e il rientro in pianta stabile dalle esperienze in prestito di Cambiaso e McKennie; più rilevante il mercato in uscita poiché, onde ringiovanire e snellire i ranghi, lasciano la Continassa, tra gli altri, i campioni del mondo in carica Di María e Paredes, un punto fermo della squadra nelle precedenti otto stagioni come Cuadrado e, soprattutto, l'ultimo senatore rimasto nello spogliatoio, il capitano Bonucci, arrivato a una nuova e stavolta definitiva rottura con l'ambiente bianconero dopo quella di sei anni prima. Ciò fa sì che la fascia passi al brasiliano Danilo, primo calciatore non italiano ad essere insignito del ruolo nella storia del club.
Partita in Serie A con l'obiettivo primario della zona Champions, nel girone di andata la Juventus – pur a fronte di una proposta di gioco più essenziale che esaltante – si assesta nelle prime posizioni della classifica e, dall'autunno in poi, è la sola capace di tallonare la primatista Inter: in questa fase spiccano i successi nei big match contro le due romane, sul campo della Milano rossonera, a Firenze contro i padroni di casa e allo Stadium contro i campioni uscenti del Napoli. Nell'economia della squadra emergono più di tutti due nomi a sorpresa: Cambiaso, capace di guadagnarsi subito una maglia da titolare sulla fascia, e McKennie, passato in poche settimane da esubero a imprescindibile nel centrocampo bianconero; a ciò si aggiunge, tra le seconde linee, la repentina crescita del giovane Yıldız, attaccante rapidamente promosso dalla Next Gen alla prima squadra.

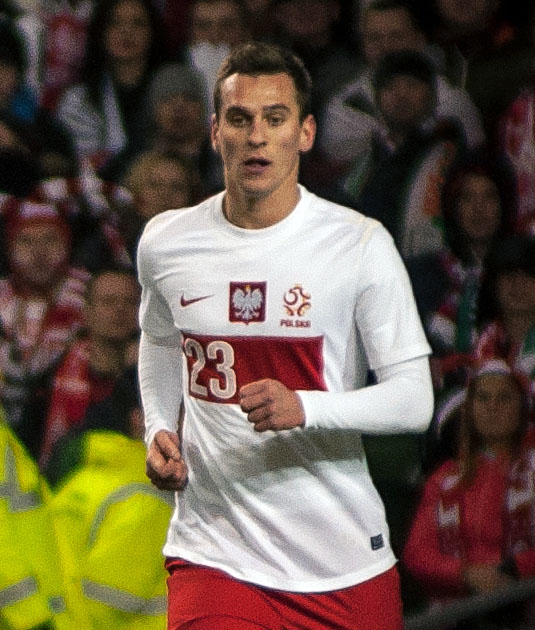
Arkadiusz Milik, seppure scivolato indietro nelle gerarchie dell'attacco, in questa stagione trova maggiore spazio in Coppa Italia dove, laureandosi capocannoniere dell'edizione, è determinante nel riportare la coccarda tricolore sulle maglie bianconere per la 15ª volta.

Dopo avere svoltato al giro di boa in seconda piazza, la vittoria esterna del 21 gennaio sul campo del Lecce porta i torinesi (seppure provvisoriamente) in testa alla classifica, facendo balenare rinnovate ambizioni da scudetto. Da qui in avanti, tuttavia, la stagione juventina subisce una svolta netta e diametralmente opposta, anticipata da un pareggio interno con l'Empoli, che costa la vetta, e sancita dalla successiva sconfitta di San Siro nel derby d'Italia. L'undici torinese si sfalda improvvisamente, inanellando per il resto del girone una serie di scialbe prestazioni, fatte perlopiù di pareggi e sconfitte, che la fanno presto desistere da sogni tricolori: una situazione solo in parte spiegata dai giudizi sul reale valore degli uomini a disposizione di Allegri. Proprio il tecnico bianconero, invece, comincia a venire chiamato in causa sempre più spesso dagli addetti ai lavori: sia direttamente perché, in aggiunta alla già criticata proposta di gioco, adesso nel mirino anche per la mancata capacità di motivare la squadra nel momento clou del campionato; sia indirettamente perché, al di là delle dichiarazioni di facciata, nei fatti delegittimato da settimane poiché visto come l'ultimo superstite della vecchia gestione societaria, e in pratica già tagliato fuori dai piani futuri della nuova dirigenza. Il resto del girone si trascina stancamente, arrivando solo per inerzia ad assicurarsi la qualificazione in Champions.
In questa fase, la Juventus trova soddisfazione prettamente nel percorso in Coppa Italia. Una volta eliminate in goleada Salernitana e Frosinone nei primi turni, in semifinale è cliente più ostico la Lazio, superata nel doppio confronto solo grazie a un guizzo di Milik allo scadere del retour match di Roma. In vista della finale, proprio in ragione delle difficoltà che contemporaneamente sta palesando in campionato, la percezione comune è che – in controtendenza rispetto alla tradizione – la Juventus si presenti come sfavorita dinanzi all'altra finalista, l'Atalanta, compagine che in quel momento la sta sopravanzando in Serie A (e che, pochi giorni più tardi, solleverà la UEFA Europa League): il 15 maggio, sul terreno dell'Olimpico di Roma, i piemontesi sovvertono invece i pronostici avversi grazie a un gol di Vlahovic in avvio, mantenendo il punteggio fino al triplice fischio e sollevando così la Coppa nazionale per la quindicesima volta nella storia: si tratta del primo trofeo in casa bianconera da tre anni a quella parte, suggellato dall'affermazione personale di Milik nella classifica marcatori dell'edizione.
Tuttavia, proprio questa rimane l'ultima gara di Allegri sulla panchina juventina: infatti nell'immediato post gara, nonostante il clima di festa, le scorie di una stagione – e in generale di un triennio di difficoltà dentro e fuori dal campo, agli antipodi rispetto al suo primo e vittorioso ciclo sotto alla Mole – portano il tecnico a sbottare pubblicamente, rendendosi protagonista verso arbitri, giornalisti e dirigenti di «comportamenti non compatibili con i valori del club» e che portano lo stesso, per questo, a propendere per l'esonero. La stagione viene portata a termine ad interim da Paolo Montero, allenatore della squadra Under-19, il quale si siede in panchina per gli ultimi due impegni in campionato, traghettando i piemontesi al terzo posto in classifica.
Parallelamente all'andamento stagionale della squadra, sul fronte immobiliare prosegue il progetto del J-Village alla Continassa, iniziato ormai trent'anni prima: in questa stagione, l'8 maggio 2024 viene inaugurato lo Juventus Creator Lab, uno degli ultimi tasselli della cittadella bianconera, una struttura dedicata alla produzione dei contenuti multimediali del club.

## Divise e sponsor
Il fornitore tecnico per la stagione 2023-2024 è adidas, mentre gli sponsor ufficiali sono il main sponsor Jeep, il back sponsor Cygames e il training kit sponsor Allianz; dal febbraio 2024 si aggiunge lo sleeve sponsor zondacrypto.
La prima divisa mantiene la tradizionale palatura banconera, in questo caso rielaborata attraverso una «finitura spazzolata» che rimanda al manto della zebra, animale-simbolo dell'iconografia juventina; ai dettagli dell'uniforme è riservato il colore giallo. La seconda divisa, prevalentemente bianca, presenta un template fasciato con sezioni in grigio e rosa che, nelle intenzioni, rimandano alle cime alpine che contraddistinguono il profilo urbano torinese. La terza divisa, a tinta unita carbone, omaggia sia il patrimonio architettonico-industriale torinese sia le storiche maglie dei portieri juventini.
| Casa | Trasferta | Terza divisa |

Per i portieri sono disponibili quattro divise in varianti azzurro, rosso, verde e arancione.
| 1ª portiere | 2ª portiere | 3ª portiere |

## Organigramma societario
AREA AMMINISTRATIVA
Organi di amministrazione e controllo
- Presidente onorario: Franzo Grande Stevens

Consiglio di amministrazione
- Chairman: Gianluca Ferrero
- Chief Executive Officer: Maurizio Scanavino
- Amministratore indipendenti: Laura Cappiello, Fioranna Vittoria Negri
- Amministratore: Diego Pistone

Collegio sindacale
- Presidente: Roberto Spada
- Sindaci effettivi: Maria Luisa Mosconi, Roberto Petrignani

Leadership Team
- Chief Marketing & Communications Officer: Mike Armstrong
- Chief People & Culture Officer: Greta Bodino
- Chief Corporate & Financial Officer: Stefano Cerrato
- Chief Commercial Officer: Tiziana Di Gioia

AREA TECNICA
Staff dell'area sportiva
- Managing Director Revenue & Football Development: Francesco Calvo
- Football Director: Cristiano Giuntoli
- Head of 1st Team: Giovanni Manna (fino al 21 maggio 2024)[42]
- Football – Chief of Staff: Federico Cherubini

Staff dell'area tecnica
Staff tecnico
- Allenatore: Massimiliano Allegri (fino al 17 maggio 2024),[1] poi Paolo Montero (dal 19 maggio 2024)[2]
- Allenatore in seconda: Marco Landucci (fino al 17 maggio 2024)
- Collaboratori: Aldo Dolcetti, Maurizio Trombetta (fino al 17 maggio 2024), Simone Padoin, Francesco Magnanelli[43]

Portieri
- Preparatore: Claudio Filippi
- Collaboratore: Tommaso Orsini

Preparatori atletici
- Responsabile: Simone Folletti
- Collaboratori: Francesco Lucia, Enrico Maffei, Andrea Pertusio

Forza & Sport Science
- Responsabile: Duccio Ferrari Bravo
- Collaboratore: Antonio Gualtieri

Match Analysis
- Responsabile: Riccardo Scirea
- Collaboratori: Paolo Pettinato, Domenico Vernamonte

## Rosa
Rosa e numerazione aggiornate al 29 marzo 2024.
| N. |                        | Ruolo | Calciatore                  |
| -- | ---------------------- | ----- | --------------------------- |
| 1  | Polonia (bandiera)     | P     | Wojciech Szczęsny           |
| 2  | Italia (bandiera)      | D     | Mattia De Sciglio           |
| 3  | Brasile (bandiera)     | D     | Bremer                      |
| 4  | Italia (bandiera)      | D     | Federico Gatti              |
| 5  | Italia (bandiera)      | C     | Manuel Locatelli            |
| 6  | Brasile (bandiera)     | D     | Danilo (capitano)           |
| 7  | Italia (bandiera)      | A     | Federico Chiesa             |
| 9  | Serbia (bandiera)      | A     | Dušan Vlahović              |
| 10 | Francia (bandiera)     | C     | Paul Pogba                  |
| 11 | Serbia (bandiera)      | C     | Filip Kostić                |
| 12 | Brasile (bandiera)     | D     | Alex Sandro (vice capitano) |
| 13 | Paesi Bassi (bandiera) | D     | Dean Huijsen                |
| 14 | Polonia (bandiera)     | A     | Arkadiusz Milik             |
| 15 | Turchia (bandiera)     | A     | Kenan Yıldız                |
| 16 | Stati Uniti (bandiera) | C     | Weston McKennie             |
| 17 | Inghilterra (bandiera) | A     | Samuel Iling-Junior         |

| N. |                        | Ruolo | Calciatore                    |
| -- | ---------------------- | ----- | ----------------------------- |
| 18 | Italia (bandiera)      | A     | Moise Kean                    |
| 20 | Italia (bandiera)      | C     | Fabio Miretti                 |
| 21 | Italia (bandiera)      | C     | Nicolò Fagioli                |
| 22 | Stati Uniti (bandiera) | C     | Timothy Weah                  |
| 23 | Italia (bandiera)      | P     | Carlo Pinsoglio               |
| 24 | Italia (bandiera)      | D     | Daniele Rugani                |
| 25 | Francia (bandiera)     | C     | Adrien Rabiot (vice capitano) |
| 26 | Argentina (bandiera)   | C     | Carlos Alcaraz                |
| 27 | Italia (bandiera)      | D     | Andrea Cambiaso               |
| 33 | Portogallo (bandiera)  | D     | Tiago Djaló                   |
| 36 | Italia (bandiera)      | P     | Mattia Perin                  |
| 39 | Italia (bandiera)      | C     | Nikola Sekulov                |
| 41 | Italia (bandiera)      | C     | Hans Nicolussi Caviglia       |
| 45 | Italia (bandiera)      | A     | Leonardo Cerri                |
| 47 | Belgio (bandiera)      | C     | Joseph Nonge Boende           |

## Calciomercato

### Sessione estiva(dal 1/7 al 1/9)
| Acquisti         | Acquisti                | Acquisti            | Acquisti                                                                        |
| R.               | Nome                    | da                  | Modalità                                                                        |
| ---------------- | ----------------------- | ------------------- | ------------------------------------------------------------------------------- |
| D                | Andrea Cambiaso         | Bologna             | fine prestito                                                                   |
| C                | Weston McKennie         | Leeds Utd           | fine prestito                                                                   |
| C                | Hans Nicolussi Caviglia | Salernitana         | fine prestito                                                                   |
| C                | Timothy Weah            | Lilla               | definitivo (10,3 milioni € + 1 milione € oneri accessori + 2,1 milioni € bonus) |
| Altre operazioni |                         |                     |                                                                                 |
| R.               | Nome                    | da                  | Modalità                                                                        |
| P                | Gian Marco Crespi       | svincolato          | definitivo                                                                      |
| D                | Gianluca Frabotta       | Frosinone           | fine prestito                                                                   |
| D                | Javier Gil Puche        | Alavés              | definitivo                                                                      |
| D                | Facundo González        | Valencia            | definitivo                                                                      |
| D                | Luca Pellegrini         | Lazio               | fine prestito                                                                   |
| C                | Arthur                  | Liverpool           | fine prestito                                                                   |
| C                | Marley Aké              | Digione             | fine prestito                                                                   |
| C                | Livano Comenencia       | PSV                 | definitivo                                                                      |
| C                | Samuele Damiani         | Palermo             | prestito                                                                        |
| C                | Dejan Kulusevski        | Tottenham           | fine prestito                                                                   |
| C                | Manuel Locatelli        | Sassuolo            | definitivo (30 milioni € + 7,5 milioni € bonus)                                 |
| C                | Patryk Mazur            | Stal Rzeszów        | definitivo                                                                      |
| C                | Nicolò Rovella          | Monza               | fine prestito                                                                   |
| C                | Dikeni Salifou          | Werder Brema        | prestito con diritto di opzione                                                 |
| C                | Denis Zakaria           | Chelsea             | fine prestito                                                                   |
| A                | Félix Correia           | Marítimo            | fine prestito                                                                   |
| A                | Gianmarco Di Biase      | Pistoiese           | fine prestito                                                                   |
| A                | Simone Guerra           | Feralpisalò         | definitivo                                                                      |
| A                | Moise Kean              | Everton             | definitivo (30 milioni € + 3 milioni € bonus)                                   |
| A                | Arkadiusz Milik         | Olympique Marsiglia | definitivo (6,3 milioni € + 1,1 milioni € bonus)                                |
| A                | Marko Pjaca             | Empoli              | fine prestito                                                                   |

| Cessioni         | Cessioni              | Cessioni             | Cessioni                                                                     |
| R.               | Nome                  | a                    | Modalità                                                                     |
| ---------------- | --------------------- | -------------------- | ---------------------------------------------------------------------------- |
| D                | Leonardo Bonucci      | Union Berlino        | definitivo                                                                   |
| C                | Juan Cuadrado         |                      | svincolato                                                                   |
| C                | Leandro Paredes       | Paris Saint-Germain  | fine prestito                                                                |
| A                | Ángel Di María        |                      | svincolato                                                                   |
| A                | Kaio Jorge            | Frosinone            | prestito                                                                     |
| A                | Matías Soulé          | Frosinone            | prestito                                                                     |
| Altre operazioni |                       |                      |                                                                              |
| R.               | Nome                  | a                    | Modalità                                                                     |
| P                | Gian Marco Crespi     | Crotone              | fine prestito                                                                |
| P                | Mattia Del Favero     | SPAL                 | definitivo                                                                   |
| P                | Stefano Gori          | Monza                | prestito con diritto di opzione                                              |
| P                | Marco Raina           | Arzignano Valchiampo | definitivo                                                                   |
| D                | Tommaso Barbieri      | Pisa                 | prestito con diritto di opzione e controopzione (2 milioni €)                |
| D                | Lorenzo Dellavalle    | Los Angeles FC       | definitivo                                                                   |
| D                | Davide De Marino      | Virtus Francavilla   | prestito                                                                     |
| D                | Koni De Winter        | Genoa                | prestito con diritto di opzione e obbligo di riscatto                        |
| D                | Alessandro Di Pardo   | Cagliari             | riscatto prestito (1,1 milioni €)                                            |
| D                | Radu Drăgușin         | Genoa                | riscatto prestito (5,5 milioni € + 1,8 milioni € bonus)                      |
| D                | Gianluca Frabotta     | Bari                 | prestito con diritto di opzione                                              |
| D                | Facundo González      | Sampdoria            | prestito                                                                     |
| D                | Albian Hajdari        | Lugano               | riscatto prestito                                                            |
| D                | Daniel Leo            | Crotone              | definitivo con diritto di riacquisto                                         |
| D                | Alessandro Minelli    | Pro Patria           | prestito                                                                     |
| D                | Brando Moruzzi        | Pescara              | definitivo con diritto di riacquisto                                         |
| D                | Erasmo Mulè           | Avellino             | prestito con obbligo di riscatto                                             |
| D                | Félix Nzouango        | Beerschot VA         | definitivo                                                                   |
| D                | Luca Pellegrini       | Lazio                | prestito biennale con obbligo di riscatto (4 milioni €)                      |
| D                | Alessandro Pio Riccio | Modena               | prestito                                                                     |
| D                | Riccardo Stivanello   | Bologna              | prestito con diritto di opzione e controopzione                              |
| D                | Alessandro Ventre     | Sampdoria            | prestito                                                                     |
| C                | Marley Aké            | Udinese              | prestito con diritto di opzione e controopzione                              |
| C                | Arthur                | Fiorentina           | prestito con diritto di opzione                                              |
| C                | Enzo Barrenechea      | Frosinone            | prestito                                                                     |
| C                | Michele Besaggio      | Genoa                | fine prestito                                                                |
| C                | Andrea Bonetti        | Taranto              | prestito                                                                     |
| C                | Mattia Compagnon      | Feralpisalò          | prestito con diritto di opzione e controopzione                              |
| C                | Mohamed Ihattaren     |                      | risoluzione                                                                  |
| C                | Dejan Kulusevski      | Tottenham            | definitivo (30 milioni €)                                                    |
| C                | Martin Palumbo        | Udinese              | definitivo                                                                   |
| C                | Daouda Peeters        | Südtirol             | prestito                                                                     |
| C                | Filippo Ranocchia     | Empoli               | prestito (500 mila €) con diritto di opzione e controopzione (5,5 milioni €) |
| C                | Nicolò Rovella        | Lazio                | prestito biennale con obbligo di riscatto (17 milioni €)                     |
| C                | Nikola Sekulov        | Cremonese            | prestito con diritto di opzione e controopzione                              |
| C                | Alessandro Sersanti   | Lecco                | prestito                                                                     |
| C                | Denis Zakaria         | Monaco               | definitivo (20 milioni €)                                                    |
| A                | Lorenzo Biliboc       | Parma                | prestito con diritto di opzione e controopzione                              |
| A                | Angel Chibozo         | Amiens               | riscatto prestito (1 milione €)                                              |
| A                | Félix Correia         | Gil Vicente          | prestito con diritto di opzione                                              |
| A                | Yannick Cotter        | Yverdon              | definitivo                                                                   |
| A                | Nicolò Cudrig         | Perugia              | prestito                                                                     |
| A                | Cosimo Marco Da Graca | Amorebieta           | prestito                                                                     |
| A                | Tommaso Galante       | Reggiana             | prestito con diritto di opzione e controopzione                              |
| A                | Mirco Lipari          | Recanatese           | prestito                                                                     |
| A                | Christopher Lungoyi   | Yverdon              | prestito con diritto di opzione e controopzione                              |
| A                | Alejandro Marqués     | Estoril Praia        | definitivo                                                                   |
| A                | Marco Olivieri        | Venezia              | prestito con diritto di opzione e obbligo di riscatto                        |
| A                | Emanuele Pecorino     | Südtirol             | prestito                                                                     |
| A                | Marko Pjaca           | Rijeka               | definitivo                                                                   |
| A                | Nicolò Turco          | Salisburgo           | definitivo (4 milioni €)                                                     |

### Sessione invernale(dal 2/1 al 1/2)
| Acquisti         | Acquisti              | Acquisti    | Acquisti |
| R.               | Nome                  | da          | Modalità |
| ---------------- | --------------------- | ----------- | --- |
| D                | Tiago Djaló           | Lilla       | definitivo (3,6 milioni € + 1,5 milioni € oneri accessori + 2,6 milioni € bonus)                                     |
| C                | Carlos Alcaraz        | Southampton | prestito (3,7 milioni € + 200 mila € oneri accessori + 1,9 milioni € bonus) con opzione di riscatto (49,5 milioni €) |
| Altre operazioni |                       |             | |
| R.               | Nome                  | da          | Modalità |
| D                | Gianluca Frabotta     | Bari        | risoluzione prestito                                                                                                 |
| D                | Pedro Felipe          | Palmeiras   | prestito |
| D                | Diego Stramaccioni    | Reggiana    | definitivo |
| C                | Marley Aké            | Udinese     | risoluzione prestito                                                                                                 |
| C                | Andrea Bonetti        | Taranto     | risoluzione prestito                                                                                                 |
| C                | Filippo Ranocchia     | Empoli      | risoluzione prestito                                                                                                 |
| C                | Nikola Sekulov        | Cremonese   | risoluzione prestito                                                                                                 |
| A                | Cosimo Marco Da Graca | Amorebieta  | risoluzione prestito                                                                                                 |
| A                | Tommaso Galante       | Reggiana    | risoluzione prestito                                                                                                 |

| Cessioni         | Cessioni           | Cessioni       | Cessioni   |
| R.               | Nome               | a              | Modalità   |
| ---------------- | ------------------ | -------------- | ---------- |
| D                | Dean Huijsen       | Roma           | prestito   |
| Altre operazioni |                    |                |            |
| R.               | Nome               | a              | Modalità   |
| P                | Gian Marco Crespi  | Spezia         | definitivo |
| D                | Alessandro Citi    | Pro Vercelli   | prestito   |
| D                | Saverio Domanico   | Monza          | definito   |
| D                | Gianluca Frabotta  | Cosenza        | prestito   |
| D                | Diego Stramaccioni | Reggiana       | prestito   |
| D                | Andrea Valdesi     | Giugliano      | prestito   |
| C                | Marley Aké         | Yverdon        | prestito   |
| C                | Giulio Doratiotto  | Phoenix Rising | definitivo |
| C                | Filippo Ranocchia  | Palermo        | definitivo |
| A                | Tommaso Galante    |                | svincolato |

## Risultati

### Serie A

#### Girone di andata
| Arbitro: | Rapuano (Rimini) |

|  |           |                                            |
|  | Marcatori | 2’ Chiesa 20’ (rig.) Vlahović 45+3’ Rabiot |

| Arbitro: | Di Bello (Brindisi) |

|              |           |              |
| Vlahović 80’ | Marcatori | 24’ Ferguson |

| Arbitro: | Ayroldi (Molfetta) |

|  |           |                       |
|  | Marcatori | 24’ Danilo 82’ Chiesa |

| Arbitro: | Maresca (Napoli) |

|                              |           |                  |
| Vlahović 10’, 67’ Chiesa 26’ | Marcatori | 64’ Luis Alberto |

| Arbitro: | Colombo (Como) |

|                                                            |           |                            |
| Laurienté 12’ Berardi 41’ Pinamonti 82’ Gatti 90+5’ (aut.) | Marcatori | 21’ (aut.) Viña 78’ Chiesa |

| Arbitro: | Giua (Olbia) |

|           |           |  |
| Milik 57’ | Marcatori |  |

| Bergamo 1º ottobre 2023, ore 18:00 CEST 7ª giornata | Atalanta        | 0 – 0 referto | Juventus | Gewiss Stadium (14 811 spett.)\| Arbitro: \| Chiffi (Padova) \| |
| Arbitro:                                            | Chiffi (Padova) |               |          |                                                                 |

| Arbitro: | Massa (Imperia) |

|                     |           |  |
| Gatti 47’ Milik 62’ | Marcatori |  |

| Arbitro: | Mariani (Aprilia) |

|  |           |               |
|  | Marcatori | 63’ Locatelli |

| Arbitro: | Feliciani (Teramo) |

|                |           |  |
| Cambiaso 90+6’ | Marcatori |  |

| Arbitro: | Chiffi (Padova) |

|  |           |             |
|  | Marcatori | 10’ Miretti |

| Arbitro: | Piccinini (Forlì) |

|                       |           |             |
| Bremer 60’ Rugani 70’ | Marcatori | 75’ Dossena |

| Arbitro: | Guida (Torre Annunziata) |

|              |           |              |
| Vlahović 27’ | Marcatori | 33’ Martínez |

| Arbitro: | Fabbri (Ravenna) |

|               |           |                        |
| Carboni 90+2’ | Marcatori | 12’ Rabiot 90+4’ Gatti |

| Arbitro: | Orsato (Schio) |

|           |           |  |
| Gatti 51’ | Marcatori |  |

| Arbitro: | Massa (Imperia) |

|                 |           |                   |
| Guðmundsson 48’ | Marcatori | 28’ (rig.) Chiesa |

| Arbitro: | Mariani (Aprilia) |

|          |           |                         |
| Báez 51’ | Marcatori | 12’ Yıldız 81’ Vlahović |

| Arbitro: | Sozza (Seregno) |

|            |           |  |
| Rabiot 47’ | Marcatori |  |

| Arbitro: | Guida (Torre Annunziata) |

|              |           |                                 |
| Maggiore 39’ | Marcatori | 65’ Iling-Junior 90+1’ Vlahović |

#### Girone di ritorno
| Arbitro: | Piccinini (Forlì) |

|                              |           |  |
| Vlahović 15’, 37’ Chiesa 89’ | Marcatori |  |

| Arbitro: | Doveri (Roma 1) |

|  |           |                              |
|  | Marcatori | 59’, 68’ Vlahović 85’ Bremer |

| Arbitro: | Marinelli (Tivoli) |

|              |           |              |
| Vlahović 50’ | Marcatori | 70’ Baldanzi |

| Arbitro: | Maresca (Napoli) |

|                  |           |  |
| Gatti 37’ (aut.) | Marcatori |  |

| Arbitro: | Abisso (Palermo) |

|  |           |               |
|  | Marcatori | 25’ Giannetti |

| Arbitro: | Di Bello (Brindisi) |

|                           |           |                                |
| Folorunsho 11’ Noslin 52’ | Marcatori | 28’ (rig.) Vlahović 55’ Rabiot |

| Arbitro: | Rapuano (Rimini) |

|                               |           |                              |
| Vlahović 3’, 32’ Rugani 90+5’ | Marcatori | 14’ Cheddira 27’ Brescianini |

| Arbitro: | Mariani (Aprilia) |

|                                  |           |            |
| K'varatskhelia 42’ Raspadori 88’ | Marcatori | 81’ Chiesa |

| Arbitro: | Guida (Torre Annunziata) |

|                        |           |                      |
| Cambiaso 66’ Milik 70’ | Marcatori | 35’, 75’ Koopmeiners |

| Torino 17 marzo 2024, ore 12:30 CET 29ª giornata | Juventus     | 0 – 0 referto | Genoa | Juventus Stadium (40 098 spett.)\| Arbitro: \| Giua (Olbia) \| |
| Arbitro:                                         | Giua (Olbia) |               |       |                                                                |

| Arbitro: | Colombo (Como) |

|               |           |  |
| Marušić 90+3’ | Marcatori |  |

| Arbitro: | La Penna (Roma 1) |

|           |           |  |
| Gatti 21’ | Marcatori |  |

| Torino 13 aprile 2024, ore 18:00 CEST 32ª giornata | Torino           | 0 – 0 referto | Juventus | Stadio Olimpico Grande Torino (27 788 spett.)\| Arbitro: \| Maresca (Napoli) \| |
| Arbitro:                                           | Maresca (Napoli) |               |          |                                                                                 |

| Arbitro: | Piccinini (Forlì) |

|                                    |           |                                 |
| Gaetano 30’ (rig.) Mina 36’ (rig.) | Marcatori | 61’ Vlahović 87’ (aut.) Dossena |

| Torino 27 aprile 2024, ore 18:00 CEST 34ª giornata | Juventus          | 0 – 0 referto | Milan | Juventus Stadium (39 845 spett.)\| Arbitro: \| Mariani (Aprilia) \| |
| Arbitro:                                           | Mariani (Aprilia) |               |       |                                                                     |

| Arbitro: | Colombo (Como) |

|            |           |            |
| Lukaku 15’ | Marcatori | 31’ Bremer |

| Arbitro: | Santoro (Messina) |

|              |           |              |
| Rabiot 90+1’ | Marcatori | 27’ Pierozzi |

| Arbitro: | Ayroldi (Molfetta) |

|                              |           |                                 |
| Calafiori 2’, 53’ Castro 11’ | Marcatori | 76’ Chiesa 83’ Milik 84’ Yıldız |

| Arbitro: | Ferrieri Caputi (Livorno) |

|                            |           |  |
| Chiesa 26’ Alex Sandro 28’ | Marcatori |  |

### Coppa Italia

#### Fase finale
| Arbitro: | Ghersini (Genova) |

|                                                                            |           |              |
| Miretti 12’ Cambiaso 35’ Rugani 54’ Bronn 75’ (aut.) Yıldız 88’ Weah 90+1’ | Marcatori | 1’ Ikwuemesi |

| Arbitro: | Sacchi (Macerata) |

|                                       |           |  |
| Milik 11’ (rig.), 38’, 48’ Yıldız 61’ | Marcatori |  |

| Arbitro: | Massa (Imperia) |

|                         |           |  |
| Chiesa 50’ Vlahović 64’ | Marcatori |  |

| Arbitro: | Orsato (Schio) |

|                      |           |           |
| Castellanos 12’, 48’ | Marcatori | 83’ Milik |

| Arbitro: | Maresca (Napoli) |

|  |           |             |
|  | Marcatori | 4’ Vlahović |

## Statistiche

### Statistiche di squadra
| Competizione | Punti | In casa | In casa | In casa | In casa | In casa | In casa | In trasferta | In trasferta | In trasferta | In trasferta | In trasferta | In trasferta | Totale | Totale | Totale | Totale | Totale | Totale | DR  |
| Competizione | Punti | G       | V       | N       | P       | Gf      | Gs      | G            | V            | N            | P            | Gf           | Gs           | G      | V      | N      | P      | Gf     | Gs     | DR  |
| ------------ | ----- | ------- | ------- | ------- | ------- | ------- | ------- | ------------ | ------------ | ------------ | ------------ | ------------ | ------------ | ------ | ------ | ------ | ------ | ------ | ------ | --- |
| Serie A      | 71    | 19      | 11      | 7       | 1       | 26      | 11      | 19           | 8            | 7            | 4            | 28           | 20           | 38     | 19     | 14     | 5      | 54     | 31     | +23 |
| Coppa Italia | -     | 3       | 3       | 0       | 0       | 12      | 1       | 1            | 0            | 0            | 1            | 1            | 2            | 5      | 4      | 0      | 1      | 14     | 3      | +11 |
| Totale       | -     | 22      | 14      | 7       | 1       | 38      | 12      | 20           | 8            | 7            | 5            | 29           | 22           | 43     | 23     | 14     | 6      | 68     | 34     | +34 |

### Andamento in campionato
| Giornata  | 1 | 2 | 3 | 4 | 5 | 6 | 7 | 8 | 9 | 10 | 11 | 12 | 13 | 14 | 15 | 16 | 17 | 18 | 19 | 20 | 21 | 22 | 23 | 24 | 25 | 26 | 27 | 28 | 29 | 30 | 31 | 32 | 33 | 34 | 35 | 36 | 37 | 38 |
| --------- | - | - | - | - | - | - | - | - | - | -- | -- | -- | -- | -- | -- | -- | -- | -- | -- | -- | -- | -- | -- | -- | -- | -- | -- | -- | -- | -- | -- | -- | -- | -- | -- | -- | -- | -- |
| Luogo     | T | C | T | C | T | C | T | C | T | C  | T  | C  | C  | T  | C  | T  | T  | C  | T  | C  | T  | C  | T  | C  | T  | C  | T  | C  | C  | T  | C  | T  | T  | C  | T  | C  | T  | C  |
| Risultato | V | N | V | V | P | V | N | V | V | V  | V  | V  | N  | V  | V  | N  | V  | V  | V  | V  | V  | N  | P  | P  | N  | V  | P  | N  | N  | P  | V  | N  | N  | N  | N  | N  | N  | V  |
| Posizione | 1 | 5 | 3 | 2 | 4 | 3 | 3 | 3 | 3 | 2  | 2  | 2  | 2  | 2  | 2  | 2  | 2  | 2  | 2  | 2  | 1  | 2  | 2  | 2  | 2  | 2  | 2  | 3  | 3  | 3  | 3  | 3  | 3  | 3  | 3  | 3  | 3  | 3  |

Legenda:

Luogo: C = Casa; T = Trasferta. Risultato: V = Vittoria; N = Pareggio; P = Sconfitta.

### Statistiche dei giocatori
| Giocatore       | Serie A  | Serie A | Serie A     | Serie A    | Coppa Italia | Coppa Italia | Coppa Italia | Coppa Italia | Totale   | Totale | Totale      | Totale     |
| Giocatore       | Presenze | Reti    | Ammonizioni | Espulsioni | Presenze     | Reti         | Ammonizioni  | Espulsioni   | Presenze | Reti   | Ammonizioni | Espulsioni |
| --------------- | -------- | ------- | ----------- | ---------- | ------------ | ------------ | ------------ | ------------ | -------- | ------ | ----------- | ---------- |
| C. Alcaraz      | 10       | 0       | 0           | 0          | 2            | 0            | 0            | 0            | 12       | 0      | 0           | 0          |
| Bremer          | 36       | 3       | 8           | 0          | 4            | 0            | 1            | 0            | 40       | 3      | 9           | 0          |
| A. Cambiaso     | 34       | 2       | 10          | 0          | 5            | 1            | 0            | 0            | 39       | 3      | 10          | 0          |
| L. Cerri        | 1        | 0       | 0           | 0          | -            | -            | -            | -            | 1        | 0      | 0           | 0          |
| F. Chiesa       | 33       | 9       | 1           | 0          | 4            | 1            | 0            | 0            | 37       | 10     | 1           | 0          |
| Danilo          | 29       | 1       | 7           | 0          | 5            | 0            | 0            | 0            | 34       | 1      | 7           | 0          |
| M. De Sciglio   | 1        | 0       | 0           | 0          | 0            | 0            | 0            | 0            | 1        | 0      | 0           | 0          |
| T. Djaló        | 1        | 0       | 0           | 0          | 0            | 0            | 0            | 0            | 1        | 0      | 0           | 0          |
| N. Fagioli      | 8        | 0       | 1           | 0          | 0            | 0            | 0            | 0            | 8        | 0      | 1           | 0          |
| F. Gatti        | 32       | 4       | 7           | 0          | 4            | 0            | 2            | 0            | 36       | 4      | 9           | 0          |
| D. Huijsen      | 1        | 0       | 0           | 0          | -            | -            | -            | -            | 1        | 0      | 0           | 0          |
| S. Iling-Junior | 24       | 1       | 1           | 0          | 3            | 0            | 0            | 0            | 27       | 1      | 1           | 0          |
| M. Kean         | 19       | 0       | 2           | 0          | 1            | 0            | 0            | 0            | 20       | 0      | 2           | 0          |
| F. Kostić       | 29       | 0       | 2           | 0          | 4            | 0            | 1            | 0            | 33       | 0      | 3           | 0          |
| M. Locatelli    | 36       | 1       | 6           | 0          | 4            | 0            | 2            | 0            | 40       | 1      | 8           | 0          |
| W. McKennie     | 34       | 0       | 6           | 0          | 4            | 0            | 0            | 0            | 38       | 0      | 6           | 0          |
| A. Milik        | 32       | 4       | 2           | 1          | 4            | 4            | 0            | 0            | 36       | 8      | 2           | 1          |
| F. Miretti      | 25       | 1       | 3           | 0          | 3            | 1            | 0            | 0            | 28       | 2      | 3           | 0          |
| H. Nicolussi    | 8        | 0       | 1           | 0          | 2            | 0            | 0            | 0            | 10       | 0      | 1           | 0          |
| J. Nonge        | 2        | 0       | 1           | 0          | 2            | 0            | 0            | 0            | 4        | 0      | 1           | 0          |
| M. Perin        | 3        | -1      | 0           | 0          | 5            | -3           | 0            | 0            | 8        | -4     | 0           | 0          |
| C. Pinsoglio    | 1        | -0      | 0           | 0          | 0            | 0            | 0            | 0            | 1        | 0      | 0           | 0          |
| P. Pogba        | 2        | 0       | 0           | 0          | 0            | 0            | 0            | 0            | 2        | 0      | 0           | 0          |
| A. Rabiot       | 31       | 5       | 8           | 0          | 4            | 0            | 0            | 0            | 35       | 5      | 8           | 0          |
| D. Rugani       | 17       | 2       | 2           | 0          | 1            | 1            | 0            | 0            | 18       | 3      | 2           | 0          |
| A. Sandro       | 16       | 1       | 1           | 0          | 2            | 0            | 0            | 0            | 18       | 1      | 1           | 0          |
| N. Sekulov      | 1        | 0       | 0           | 0          | 0            | 0            | 0            | 0            | 1        | 0      | 0           | 0          |
| W. Szczęsny     | 35       | -30     | 1           | 0          | 0            | 0            | 0            | 0            | 35       | -30    | 1           | 0          |
| D. Vlahović     | 33       | 16      | 8           | 1          | 5            | 2            | 1            | 0            | 38       | 18     | 9           | 1          |
| T. Weah         | 30       | 0       | 5           | 0          | 5            | 1            | 1            | 0            | 35       | 1      | 6           | 0          |
| K. Yıldız       | 27       | 2       | 3           | 0          | 5            | 2            | 0            | 0            | 32       | 4      | 3           | 0          |

## Giovanili

### Organigramma
Area sportiva
- Juventus National Academy
  - Head of Academy U6s to U13s: Luigi Milani
  - National Academy Team Leader: Andrea Vaccarono
  - U6s to U13s Organizational Coordinator: Manuel Ravelli
  - National Academy Technical Coordinator: Diego Salvamano
  - Coordinatore tecnico - Piemonte: Nicolò Sarti
  - Coordinatore tecnico - Italia: Giuseppe Cedro
  - Tecnici: Giuseppe Comito, Alessio Gibin, Ruben Renna, Mirco Vinai
  - Coordinatore dell'area portieri: Francesco Barone

- Area Scouting
  - Academy Piemonte Scouting & Management Specialist: Antonio Colonna
  - Collaboratore: Giovanni Serao

Area tecnica
Settore giovanile
- Under-19[135]
  - Allenatore: Paolo Montero
  - Allenatore in seconda: Francesco Spanò
  - Preparatori atletici: Ivan Teoli, Stefano Vetri
  - Preparatore dei portieri: Pietro Pipolo

- Under-17[136]
  - Allenatore: Claudio Rivalta
  - Allenatore in seconda: Marco Pecorari
  - Preparatore atletico: Samuele Callegaro
  - Preparatore dei portieri: Luca Squinzani

- Under-16[136]
  - Allenatore: Claudio Grauso
  - Allenatore in seconda: Christian Andres Moukhallaleh Kasrin
  - Preparatore atletico: Giacomo Schillaci
  - Preparatore dei portieri: Davide Di Stefano

- Under-15[136]
  - Allenatore: Marcello Benesperi
  - Allenatore in seconda: Simone Loria
  - Preparatore atletico: Eugenio Gastaldi
  - Preparatore dei portieri: Riccardo Iaci

- Under-14[136]
  - Allenatore: Andrea Fabio De Martini
  - Allenatore in seconda: Federico Di Benedetto
  - Preparatore atletico: Alessandro Giacosa
  - Preparatore dei portieri: Silvio Gonella

Attività di base
- Under-13
  - Allenatori: Massimiliano Marchio, Christian Castagno, Marco Panzolini
  - Preparatore dei portieri: Emiliano Campana

- Under-12
  - Allenatori: Lorenzo Niello, Pietro Magri, Simone Perla
  - Preparatore dei portieri: Simone Poncet

- Under-11
  - Allenatori: Davide La Pira, Matteo Angaroni, Francesco Cavaglià
  - Preparatore dei portieri: Nicolò Maiani

- Under-10
  - Allenatori: Stephan Saporito, Luca Bernardi, Andrea Cara
  - Preparatore dei portieri: Eric Bonifai

- Under-9
  - Allenatori: Luca Giglio, Lorenzo Cuzzi
  - Preparatore dei portieri: Fabio Ceppa

- Under-8
  - Allenatori: Fabio Cuccinello, Alessandro Bertolotti
  - Preparatore dei portieri: Mario Budroni

- Under-7
  - Allenatori: Luca Carlino, Gian Filippo Boscolo
  - Preparatore dei portieri: Mario Budroni

### Piazzamenti
- Under-19:
  - Campionato: 12º posto
  - Coppa Italia: ottavi di finale[138]

- Under-17:
  - Campionato: semifinale[139]

- Under-16:
  - Campionato: quarti di finale[140]

- Under-15:
  - Campionato: quarti di finale[140]

- Under-14:
  - Campionato: ?